# Cincinato Braga
Cincinato César da Silva Braga (Piracicaba, 7 de julho de 1864 — Rio de Janeiro, 12 de agosto de 1953) foi um político brasileiro que exerceu vários mandatos em cargos públicos no estado de São Paulo. Filho de major Domingos José da Silva Braga e de Bárbara Augusta de Matos Braga, Cincinato teve uma carreira longa na política brasileira durante o início do regime republicano.

## Biografia
Cincinato Braga foi um político brasileiro mais conhecido por ter sido eleito deputado estadual e federal pelo estado de São Paulo diversas vezes durante o começo do século XX, período que sucedeu o golpe que instaurou o regime de República no Brasil. Formou-se advogado na Faculdade de Direito de São Paulo em 1886, tendo logo após exercido o cargo de promotor público na Comarca de São Carlos, onde recebeu o título de "cidadão são-carlense".
Começou sua carreira política elegendo-se deputado estadual e depois federal em sucessivos mandatos pelo Partido Republicano Paulista. Apoiou a campanha civilista de Rui Barbosa. Durante o governo de Artur Bernardes foi presidente do Banco do Brasil.
Escreveu importantes obras sobre a economia paulista e brasileira, história e geografia, sendo "Magnos Problemas de São Paulo", lançado em 1948, uma obra destaque.
Com 89 anos, Cincinato César da Silva Braga morreu no dia doze de agosto do ano de 1953 no Rio de Janeiro.
Cincinato Braga teve seu nome atrelado a uma via pública dentro do bairro da Bela Vista na cidade de São Paulo como uma homenagem ao político. Foi também homenageado com seu nome dado a uma via pública no município de São Carlos, de onde era cidadão honorário.  

## Infância e Educação
Nascido no município de Piracicaba em Belém do Descalvado na fazenda de sua família chamada "Graciosa", Cincinato Braga deu início aos estudos no Colégio Padre Antônio José de Castro, no interior do estado de São Paulo na cidade de São Carlos do Pinhal, e também no Colégio Culto à Ciência, em Campinas entre o ano de 1878 a 1881, sendo a última escola onde estudaram também figuras notáveis como Alberto Santos Dumont e Júlio de Mesquita. No ano de 1881, Cincinato Braga começou sua graduação em direito pela Faculdade de Direito da Universidade de São Paulo (USP). Após a conclusão do curso em 1886, ele teve sua imagem ligada diretamente às campanhas em favor da implementação do regime republicano assim como da abolição da escravatura no Brasil, além de tornar-se promotor público na cidade de São Carlos do Pinhal no mesmo ano.

## Carreira Política
A carreira política de Cincinato Braga começou após a proclamação da república no Brasil em 1889. O primeiro cargo público ocupado foi o de deputado à Assembléia Constituinte de São Paulo no ano de 1891 conseguido com o apoio dos municípios do estado de São Paulo como São Carlos, Rio Claro, Piracicaba, Jaú, Brotas, Dois Córregos e Jabuticabal. Em novembro de 1891, o Congresso Nacional foi dissolvido por uma imposição do presidente da República, marechal Deodoro da Fonseca, nesse contexto, Cincinato formou o grupo Dissidência Paulista em parceria com os deputados Júlio de Mesquita, Paulo Novais, Bueno de Andrade, Eduardo Guimarães, Rivadávia Correia, Vicente de Carvalho e Gonçalves Bastos. Como forma de protesto, os deputados membros renunciaram aos seus cargos e mandatos, e posicionaram-se contra à moção de solidariedade da Assembléia Legislativa ao presidente estadual Américo Brasiliense, apoiador de Deodoro na dissolução do Congresso.
A partir disso, Cincinato Braga, antigo aliado da eleição do Marechal à presidência, passou para a oposição do governo de Deodoro da Fonseca e participou da revolta contra o golpe que aconteceu na cidade de São Paulo. Os políticos Prudente de Morais, Júlio de Mesquita, Manuel Ferraz de Campos Sales e outros revoltosos do estado de São Paulo fundaram uma junta e Cincinato Braga ficou encarregado de representá-la no Distrito Federal da época Rio de Janeiro em uma conspiração para derrubar o presidente.
Em 1892 assume a cadeira de deputado federal, eleito em abril do mesmo ano para substituir o político Francisco de Paula Rodrigues Alves que fora nomeado pelo então presidente da república Floriano Peixoto para o Ministério da Fazenda. Cincinato Braga foi eleito deputado federal pelo estado de São Paulo nos anos seguintes de 1894, 1897 e 1900. No último mandato, foi um dos nomes que assinou o manifesto aos republicanos de São Paulo em setembro de 1901. Esse documento foi utilizado como principal referência à formação da Segunda Dissidência Paulista, dessa vez liderada por Júlio de Mesquita e Prudente de Morais. O movimento era contrário à indicação do político Bernardino de Campos para o cargo máximo do Executivo paulista feita pelo então presidente por Campos Sales, que governou de 1898 até o ano de 1902. Mesmo assim, Bernardino de Campos assumiu o cargo de presidente de São Paulo entre 1902 a 1904.
Cincinato Braga não foi eleito durante as eleições de 1902, ficando de fora da Câmara Federal. O político voltou para o cargo público de deputado federal no ano de 1906 pelo estado de São Paulo. No ano de 1908, reeleito novamente, o deputado federal é um dos principais nomes da Campanha Civilista, movimento contrario ao militarismo e apoiador da candidatura de Rui Barbosa a presidência da república nas eleições seguintes em 1910. Hermes da Fonseca, rival de Rui Barbosa, é eleito em março de 1910. De modo sucessivo, o deputado Cincinato Braga se reelegeu nas eleições de 1912 e também de 1915, ano em que chegou a ser líder da bancada a qual pertencia na Câmara dos Deputados. Apesar disso, renunciou o cargo de líder no ano seguinte (1916) devido a conflitos com a candidatura do político Altino Arantes para concorrer a presidência do estado de São Paulo.
Mais uma vez reeleito, dessa vez no ano de 1918, Cincinato Braga foi destaque em eventos geopolíticos internacionais durante o mandato. Com fim da Primeira Guerra Mundial, representou o Brasil no Conselho Executivo da Liga das Nações em Genebra, na Suíça, ao lado de Gastão da Cunha e Raul Fernandes. Nesse mesmo ano, o político participou da Conferência Internacional do Trabalho que ocorreu também na cidade de Genebra.
Em 1923, o presidente da república Artur Bernardes, que governou de 1922 até 1926, nomeou Cincinato Braga como presidente no Banco do Brasil, cargo exercido até o ano de 1925.
Cincinato foi eleito deputado na Assembléia Nacional Constituinte pelo estado de São Paulo no ano de 1933. O deputado fez parte da legenda chamada “Chapa Única por São Paulo Unido” em oposição a Getúlio Vargas, presidente da república durante o período. A chapa era formada por membros do PRP (Partido Republicano Paulista) e do PD (Partido Democrático). Um feito destaque do mandato de Braga foi representar o estado de São Paulo durante a Comissão Constitucional que contou com 26 membros em sua totalidade, cada um atuando em nome de uma bancada estadual. Cincinato Braga ficou encarregado de redigir o capítulo referente à Discriminação de Renda e Orçamento junto com o político José Matoso de Sampaio Correia.
No ano de 1934, o deputado federal Cincinato Braga, em entrevista concedida à imprensa, explicou a sua participação em encontros com grupos considerados de ideologia de esquerda, nos quais o político debateu o alinhamento de forças em relação a candidatura de Getúlio Vargas às eleições indiretas que viriam a acontecer. A bancada paulista apoiou a candidatura de Antônio Augusto Borges de Medeiros, mesmo assim, Vargas venceu e foi eleito no dia que sucedeu a promulgação da Constituição brasileira de 1934. Nesse mesmo ano, Braga foi reeleito deputado federal pelo estado de São Paulo com a legenda do PRP. Além disso, foi representante do Partido Republicano Paulista em 1937 na convenção que lançou a candidatura do político José Américo de Almeida para a presidência da república que foi disputada no ano seguinte.
O Estado Novo de Getúlio Vargas foi estabelecido no dia 10 de novembro de 1937 e fechou todos os órgãos legislativos que existiam no país. Cincinato Braga teve seu mandato cancelado e se afastou da vida pública. Somente com o fim do regime de Vargas, em 1945, que retornou aos serviços públicos sendo nomeado como presidente do Banco do Comércio do Rio de Janeiro no ano de 1949.

## Carreira como Escritor e Lista de Obras
Cincinato Braga foi também escritor, historiador e economista, sendo membro de instituições como o Instituto Histórico e Geográfico Brasileiro, assim como da Sociedade de Geografia do Rio de Janeiro. Teve textos publicados em grandes veículos de mídia do Brasil como O Estado de S. Paulo e, de mesmo modo, no Jornal do Comércio do Rio de Janeiro.
Entre as obras lançadas pelo político brasileiro, estão essas.
- 1894 - Caixa de Conversões
- 1894 - Indústria Pastoril
- 1894 - Emissão de papel-moeda
- 1894 - Apontamentos históricos sobre a fundação da cidade e município de São Carlos
- 1894 - O Popular
- 1910 - Ação Rescisória
- 1910 - A questão dos pilões (verdades contra mentiras)
- 1910 - O câmbio
- 1915 - Questões econômico-financeiras
- 1917 - Intensificação econômica do Brasil
- 1919 - As secas do Nordeste e a reorganização econômica
- 1919 - Ensino industrial, siderurgia etc.
- 1923 - Magnos problemas econômicos de São Paulo (Reeditado em 1948 como Problemas brasileiros)
- 1923 - O Brasil de ontem, de hoje e de amanhã (estudo econômico-financeiro)
- 1930 - Brasil Novo